# Zoo de Wuppertal
Le zoo de Wuppertal (« Zoologischer Garten Wuppertal ») est un parc zoologique allemand, créé à la fin du XIXe siècle dans la ville de Wuppertal, à Elberfeld plus précisément. Il s'étend sur plus de 20 ha et abrite 5 000 animaux appartenant à plus de 500 espèces différentes, dont des chats à pieds noirs, et des tapirs de Baird.

## Historique

### Premières années

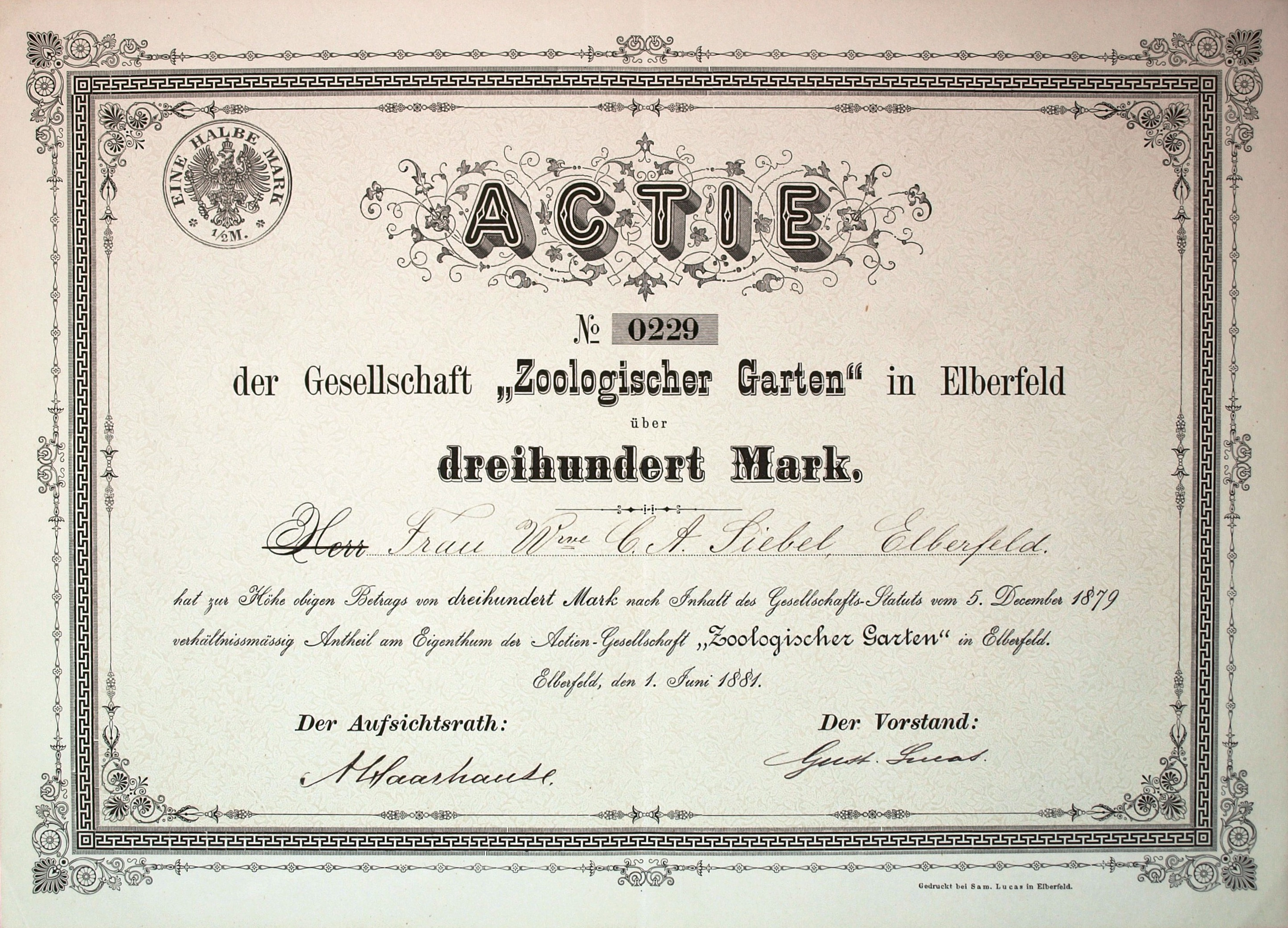
Action de l'Actien-Gesellschaft « Zoologischer Garten » en date du 1er juin 1881.

Le zoo fut d'abord la propriété de la société du Jardin Zoologique, fondé le 5 décembre 1879. Le parc a ouvert ses portes au public le 8 septembre 1881 et abritait alors 34 animaux dont un couple de loups et un ours. Le parc durant ses premières années était surtout orienté vers le divertissement via des terrains de tennis, des aires de jeux, des concerts, un grand restaurant, toujours existant de nos jours, et un étang (sur lequel se situe aujourd'hui une île pour gibbon) était utilisé pour des promenades sur l'eau en été, et du patinage sur glace en hiver. Entre 1910 et 1912, le parc fait construire des installations en faux-rochers, avec un panorama polaire (ours blancs et otaries), et un plateau pour lions, remplaçant les anciennes cages à gros barreaux  sur le modèle du Tierpark Hagenbeck, que le zoo de Wuppertal est un des premiers à reproduire. 

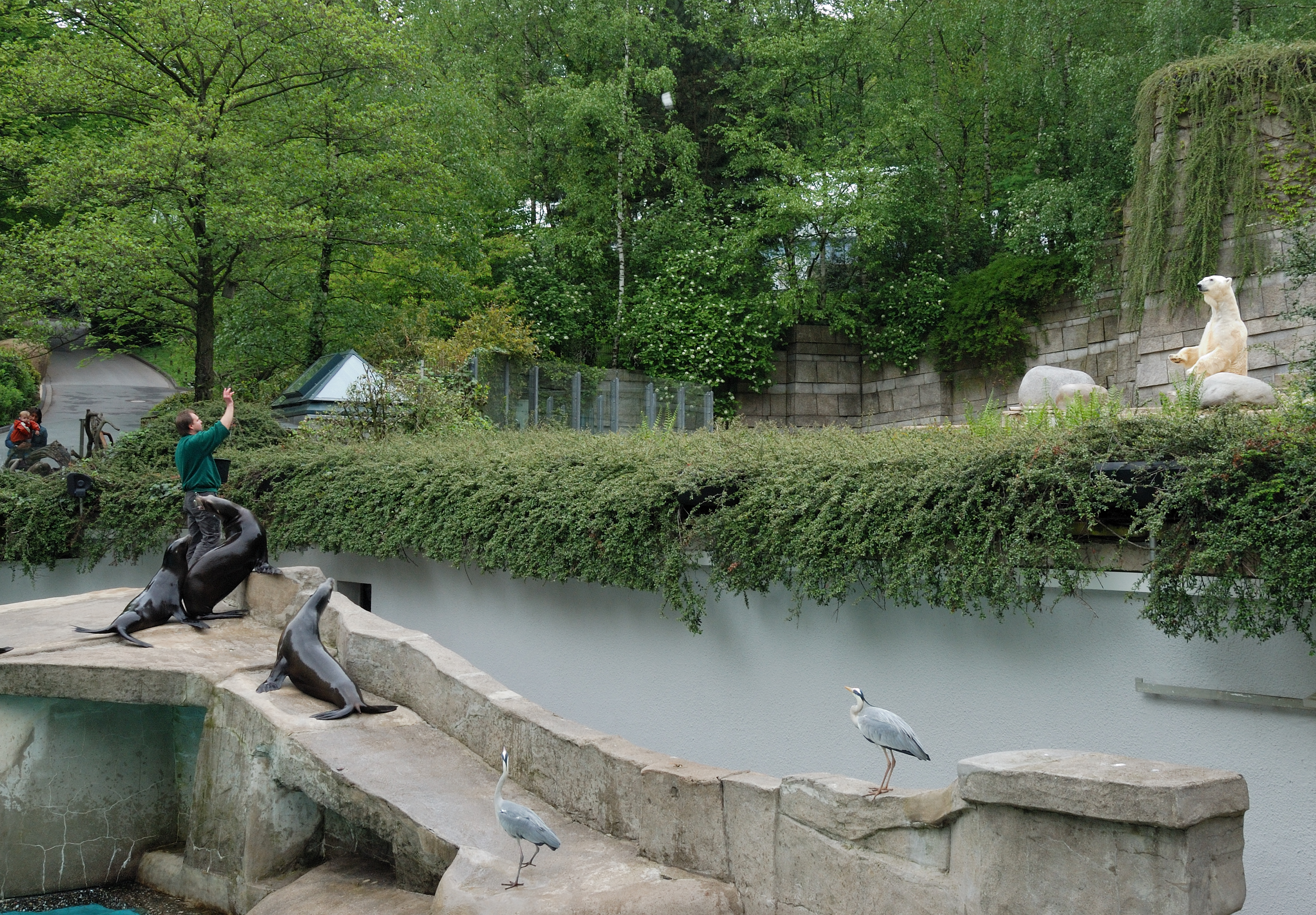
« Panorama polaire » dans le style Hagenbeck.

Le développement du parc s'accélère après la Première Guerre mondiale : En 1927 un couple d'éléphants et d'hippopotames arrive, et un aquarium-terrarium inspiré de celui du zoo de Berlin est inauguré. En 1928, une maison des primates est inaugurée. En 1934, Josef Keusch, directeur du zoo depuis 1900, est remplacé par Wilhelm Seiffge, ancien employé des postes mais membre du parti nazi.  La société zoologique est dissoute en 1937, et la ville de Wuppertal devient (et est toujours) propriétaire du parc.

### Seconde Guerre mondiale
La Seconde Guerre mondiale est particulièrement difficile pour le zoo : les autorités, craignant que des animaux dangereux se retrouvent en liberté en cas de bombardement, abattent les lions, les ours bruns, les ours polaires et un éléphant. De nouveaux grands prédateurs sont achetés en 1942  lorsque les autorités estiment le danger passé. Par la suite d'autres animaux sont envoyés vers d'autres parcs pour être protégés d'éventuels bombardements (le parc sera effectivement bombardé endommageant certaines de ses installations), ou sont abattus par manque de fourrage. À la fin de la guerre, les soigneurs sont mobilisés dans l'armée, la plupart des singes sont morts de la tuberculose et d'autres animaux sont tués pour être mangés par les habitants de Wuppertal. 
Le parc ne comptant plus qu'une vingtaine d'animaux, rouvre ses portes en 1945, quelques jours après la fin de la guerre.

### Depuis les années 1950
D'importantes rénovations ont lieu des années 1950 aux années 1970 (fauves, bisons, oiseaux...). Le parc est le premier zoo allemand à réussir à faire se reproduire des manchots papous en captivité. Le parc réussit également à obtenir de bons résultats de reproduction avec les chats à pieds noirs avec 134 naissances depuis 1975. Le parc coordonne l'EEP de cette espèce, depuis sa mise en place en 1993. Lors du centenaire du parc le 8 septembre 1981, environ 40 millions de visiteurs ont visité le parc depuis son ouverture.

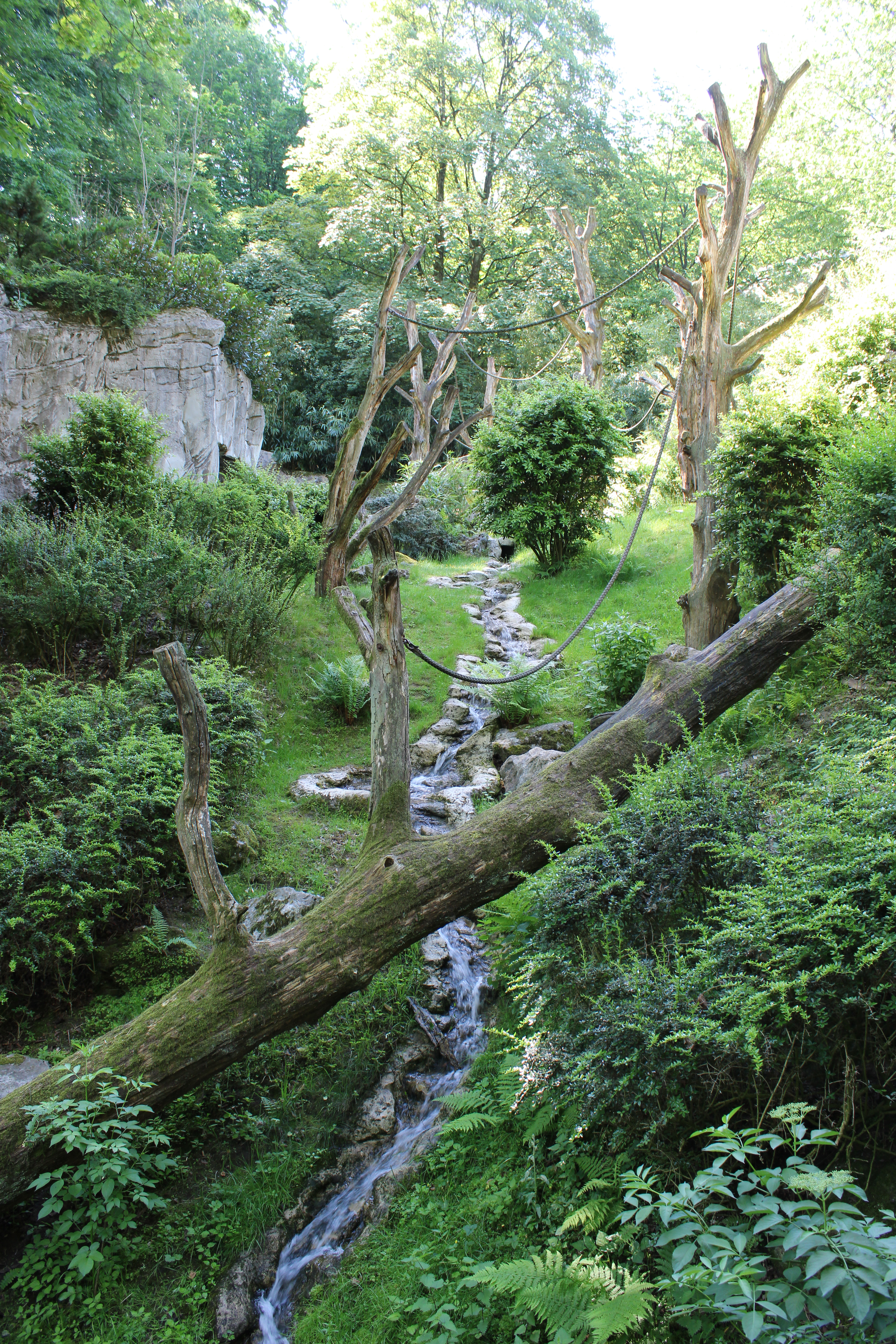
Enclos des orangs outans.

Un grand enclos pour éléphants d'Afrique, alors un des plus grands et modernes au monde, est inauguré le 14 octobre 1995, en présence Johannes Rau.  Depuis 1994 le parc est l'un des seuls zoos européens à présenter des Tapirs de Baird. Un petit est né en 1998, le premier à être né en Europe.  Depuis les années 2000, le parc a ouvert d'autres enclos pour les grands singes, les manchots et les fauves.